# روبرت باران
روبرت باران (به انگلیسی: Robert Baran،  زادهٔ ۳ ژوئیهٔ ۱۹۹۲) یک کشتی‌گیر آزادکار اهل کشور لهستان است. وی سابقه حضور در المپیک ۲۰۲۴ پاریس را دارد. 

## فعالیت حرفه‌ای

### المپیک ۲۰۲۴ پاریس
باران در وزن ۱۲۵ کیلوگرم کشتی آزاد المپیک ۲۰۲۴ پاریس حاضر بود که در دور اول یوسوپ باتیرمیرزایف از قزاقستان را شکست داد اما در دور بعد از گنو پتریاشویلی از گرجستان شکست خورد و با توجه به حضور این کشتی‌گیر در فینال، به دیدار شانس مجدد رفت. او در مرحله شانس مجدد اولکساندر خوتسیانیفسکی از اوکراین را شکست داد اما در دیدار رده‌بندی به گئورگی مشویلدیشویلی از آذربایجان باخت و پنجم شد.